# Euphaea tricolor
Euphaea tricolor – gatunek ważki z rodziny Euphaeidae.